# 辛西娅·斯托克斯·布朗
辛西娅·斯托克斯·布朗（英語：Cynthia Stokes Brown，1938年—2017年10月15日）是一位美国教育家和历史学家
，大歷史项目的参与者，主要作品有《大历史，小世界：从大爆炸到你》（Big History, Small World: From the Big Bang to You）、《大历史：从宇宙大爆炸到今天》（Big History: From the Big Bang to the Present）、《大历史：虚无与万物之间》（Big History: Between Nothing and Everything，与大衛·克里斯欽、克雷格·本杰明合著）等。